# Kabèga-Peulh
Ne doit pas être confondu avec Kabèga.
Kabèga-Peulh est une commune située dans le département de Gounghin de la province de Kouritenga dans la région du Centre-Est au Burkina Faso.